# Lorenzochloa erectifolia
Lorenzochloa és un gènere monotípic de plantes de la família de les poàcies.
La seva única espècie: Lorenzochloa erectifolia (Swallen) Reeder i C.Reeder, és originària dels Andes a Veneçuela, Colòmbia i el Perú. Alguns autors la inclouen en el gènere Ortachne. El nom genèric va ser assignat en honor de Lorenzo Raimundo Parodi (1895-1966), botànic argentí.

## Sinonímia
- Muhlenbergia erectifolia Swallen
- Ortachne erectifolia (Swallen) Clayton
- Parodiella erectifolia (Swallen) Reeder & C. Reeder[2]